# Bachtiejar Toezmoechamedov
Bachtiejar Raisovitsj Toezmoechamedov (Russisch: Бахтияр Раисович Тузмухамедов)  (Moskou, 30 maart 1955) is een Russisch rechtsgeleerde. Hij was van 1984 tot 2009 hoogleraar internationaal recht. Sinds 2009 is hij verbonden aan het Joegoslavië-tribunaal en sinds 2012 eveneens aan het Rwanda-tribunaal.

## Levensloop
Toezmoechamedov studeerde rechten en behaalde in 1977 een diploma aan het Moskous Staatsinstituut voor Internationale Betrekkingen. Hij kandideerde voor rechtswetenschappen in 1983 en slaagde voor zijn Master of Laws in 1984 aan de Harvard Law School.
Van 1977 tot 1984 was hij onderzoekswetenschapper van de afdeling voor zeerechten van het instituut voor handel over zee. Hij was verschillende malen adviseur voor zijn land bij de Verenigde Naties voor de speciale commissie voor vredesoperaties in de Indische Oceaan. Verder was hij onder meer belast met burgerlijke rechten voor de VN-vredesmacht in voormalig Joegoslavië en lid van een groep experts voor het Instituut voor Ontwapeningsonderzoek (Institute for Disarmament Research) van de VN
Van 1984 tot 2009 was hij hoogleraar internationaal recht aan de Diplomatieke Academie van het (Sovjet-)Russische Ministerie van Buitenlandse Zaken. Daarnaast was hij raadgever voor het constitutionele hof van de Russische federatie.
In 2009 werd Toezmoechamedov benoemd tot rechter van de strafkamer van het Joegoslavië-tribunaal. Hij is verder lid van de voorschriftencommissie van het tribunaal. In 2012 werd hij daarbij rechter van het Hof van Beroep dat het tribunaal gezamenlijk met het Rwanda-tribunaal in eveneens Den Haag uitoefent.